# Ксеньєвська
Ксеньєвська (рос. Ксеньевская) — станція Могочинського регіону Забайкальської залізниці Росії, розташована на дільниці Куенга — Бамівська між станціями Кендагіри (відстань — 21 км) і Катарангра (20 км). Відстань до ст. Куенга — 274 км, до ст. Бамівська — 475 км; до транзитного пункту Каримська — 506 км.